# Dessislawa Tanewa

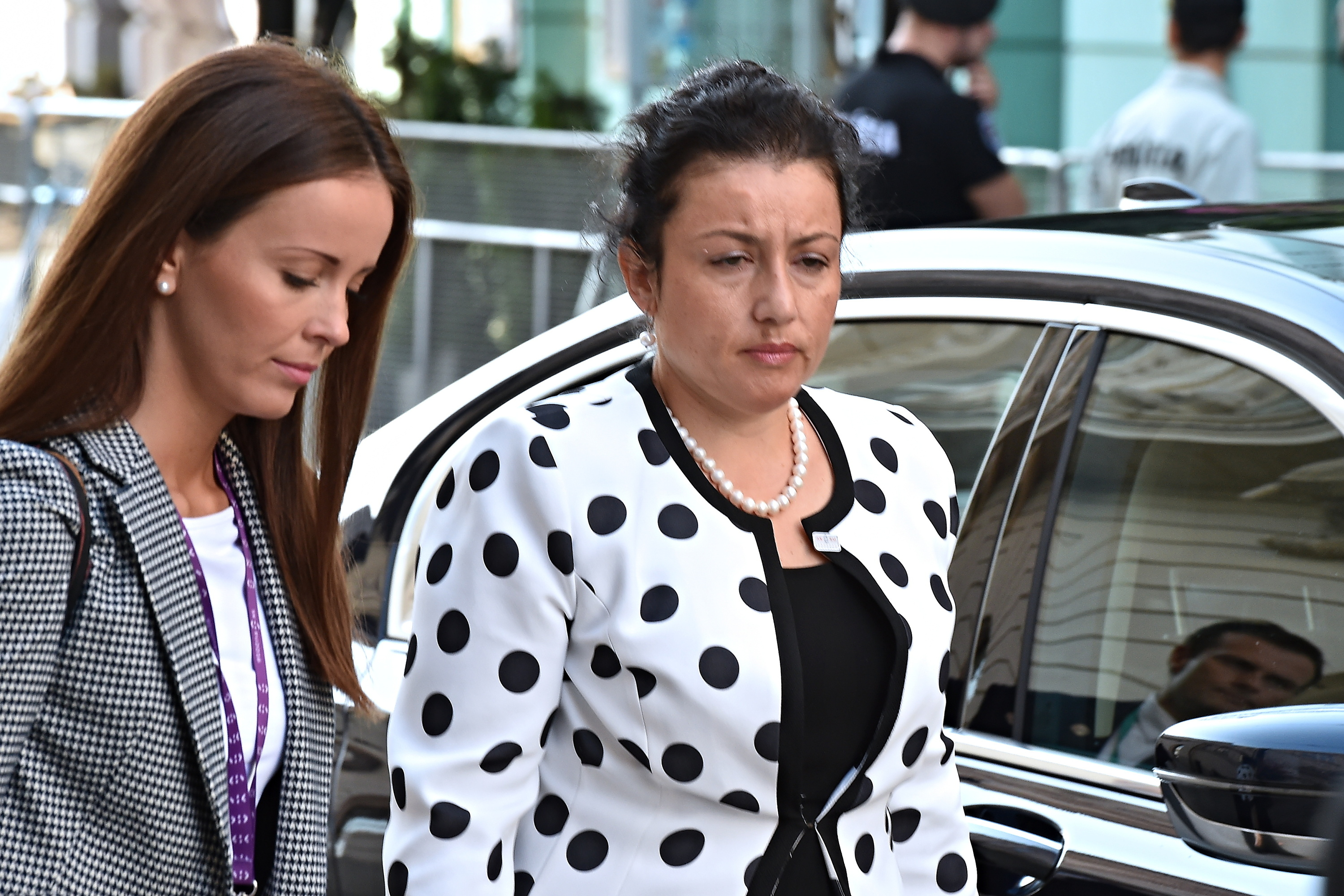
Dessislawa Tanewa (2016)

Dessislawa Schekowa Tanewa (auch Desislava Taneva geschrieben, bulgarisch Десислава Жекова Танева; * 9. Juni 1972 in Sliwen, Volksrepublik Bulgarien) ist eine bulgarische Politikerin der konservativen Partei  GERB.
Sie war Abgeordnete zur  bulgarischen Nationalversammlung und von 2014 bis 2017 Landwirtschafts- und Ernährungsministerin im Kabinett Borissow II.
Seit 15. Mai 2019 ist sie erneut Ministerin für Landwirtschaft und Ernährung, das Ressort wurde in der Regierung Borissow III um das Portefeuille der Forstwirtschaft erweitert.

## Biografie
Tanewa wurde 1972 in Sliwen geboren. Sie studierte Ökonomie an der Universität für National- und Weltwirtschaft in Sofia. Dieses Studium schloss sie 1995 ab. Im Jahr 2001 folgte ein Studium der Rechtswissenschaft an der Freien Universität Burgas.
Von 1995 bis 1996 arbeitete sie als Managerin einer Sliwener Getreidemühle, ab 1997 war Tanewa Generaldirektorin der „Mel Invest Holding“, eines großen Mehl- und Getreideproduzenten mit Tochterfirmen im Biergeschäft und in der Verwaltung von Ackerland. In dieser Rolle wurde sie 1998 zur „Geschäftsfrau des Jahres“ ernannt. Sie behielt die Position der Generaldirektorin bis 2009.

## Politische Karriere
Seit der Gründung der GERB-Partei im Jahr 2006 ist sie deren Regionalkoordinatorin für die Oblast Sliwen. Im Jahr 2007 wurde sie für GERB in den Stadtrat von Sliwen gewählt und wurde seine Vorsitzende. Das Amt behielt sie bis 2009.
Im Jahr 2009 wurde sie zum ersten Mal in die Nationalversammlung gewählt. In dieser 41. Nationalversammlung (2009 bis 2013) war sie Vorsitzende des Landwirtschafts- und Forstausschusses; von 2017 bis 2019 war sie erneut Ausschussvorsitzende. Zu den Parlamentswahlen 2013 und 2014 führte sie die Liste von GERB im Wahlkreis Sliven an.

### Landwirtschaftsministerin
Für das Kabinett Borissow I nominierte sie der designierte Ministerpräsident zur Landwirtschaftsministerin. Tanewa lehnte das Amt ab, nachdem öffentlich Vorwürfe eines möglichen Interessenskonflikts aufgrund ihrer vorausgegangenen Managementtätigkeit laut wurden. Zwar bekräftigte sie, dass diese Zweifel unbegründet seien, doch befürchtete sie, dass diese Anschuldigungen weiter gegen sie erhoben werden würden und sie somit am Ausführen ihres Amtes behindern würden.
Nach der Parlamentswahl 2014 schließlich ernannte Borissow sie zur Ministerin für Landwirtschaft. Am 7. November wurde sie von der 43. Nationalversammlung bestätigt. In dieser Funktion folgte sie auf Wassil Grudew. Tanewa ist die erste Frau im Amt des Landwirtschaftsministers. Mit dem Ende des Kabinetts Borissow II infolge der Niederlage der GERB-Kandidatin Zezka Zatschewa bei den Präsidentschaftswahlen schied Tanewa aus dem Amt aus.
Im Jahr 2019 wurde Dessislawa Tanewa erneut Ministerin für Landwirtschaft, Ernährung und Forstwirtschaft. Diesmal als Nachfolgerin des aus der Regierung Borissow III zurückgetretenen Rumen Poroschanow, der nach Korruptions-Anschuldigungen um mit EU-Mitteln gebaute Gästehäuser, die auch als Privatvillen genutzt worden seien, sein Amt niederlegte.
Im Juni 2020 tauchte ein den Medien zugespielter Ausschnitt einer im März desselben Jahres abgehaltenen Videokonferenz mit Verbandschefs der bulgarischen Lebensmittelbranche auf, in dem Tanewa die Beteiligten dazu anmahnte, Betrug von EU-Fördermitteln im Rahmen von operativen Programmen des Landwirtschaftsministeriums zu verschleiern. Andernfalls, so Tanewa, werde die Europäische Kommission weitere Zahlungen unterlassen. Diese Äußerung stieß auf ein kritisches Echo in Medien und Gesellschaft.

## Privatleben
Tanewa ist mit Kosta Karanaschew, dem GERB-Bürgermeister von Kotel, liiert. Aus der Beziehung gingen Zwillinge hervor.
Tanewa stellte wiederholt öffentlich klar, dass sie mit ihrem Partner zwar zusammenlebe, dies allerdings in unehelicher Form. Mehrere Mitglieder der Karanaschew-Familie hatten zuvor über zwei Jahre Agrarsubventionsmittel aus dem staatlichen Landwirtschaftsfonds beantragt, der zu Tanewas Geschäftsbereich gehört. Kritiker warfen Tanewa und ihrem persönlichen Umfeld infolge dieser Enthüllungen Subventionsbetrug vor.
Dessislawa Tanewa spricht neben ihrer Muttersprache Bulgarisch noch fließend Englisch.